# Dubbelhoekbandspanner
De dubbelhoekbandspanner (Euphyia biangulata) is een vlinder uit de familie van de spanners (Geometridae). 

## Kenmerken
De voorvleugellengte bedraagt tussen de 14 en 17 mm. De basiskleur van de voorvleugel is wittig, met een zeer brede middenband, die aan de buitenkant dubbel getand is. Bij de vleugelbasis bevinden zich groene stippen. De achtervleugel is bruinwit.

## Levenscyclus
De dubbelhoekbandspanner gebruikt vogelmuur en andere muursoorten als waardplant. De rups is te vinden van juli tot september. De soort overwintert als pop. Er is jaarlijks een generatie die vliegt van eind juni tot in augustus.

## Voorkomen
De soort komt verspreid over Europa voor.  De dubbelhoekbandspanner is in Nederland een zeer zeldzame en in België een zeldzame soort. 